# Кайдаловка
Кайда́ловка (рос. Кайдаловка) — селище у складі Томського району Томської області, Росія. Входить до складу Зоркальцевського сільського поселення.

## Населення
Населення — 18 осіб (2010; 10 у 2002).
Національний склад (станом на 2002 рік):
- росіяни — 100 %